# 天主教永嘉教区
天主教永嘉教區（拉丁語：Dioecesis Iomchiavensis）是天主教在中國浙江省南部所設立的一個教區，俗称温州教区。在聖座規定中屬杭州總教區。

## 历史

### 成立初期
1949年6月29日（圣保禄宗徒瞻礼），罗马教廷宣布，从宁波教区分设永嘉教区，教务由宁波教区主教戴安德（André-Jean-François Defebvre）代理，直到新主教就职为止。戴安德主教任命苏希达神父为永嘉教区副主教。

### 強拆十字架
浙江省人民政府自2014年初開始，強行拆除浙江省內基督新教教堂頂部的十字架。甚至，夷平整座教堂的運動。於2016年2月25日凌晨五時，天主教地下團體永強堂區狀元天主堂的十字架，被當地政府拆除。

### 強行安裝監視器
浙江省人民政府規定溫州市內的天主教和基督教教會必須在2017年3月底前，在各教堂內外安裝監視器。但由於安裝突然，教區未能及時回應和阻止。

## 教堂
永嘉教區的主教座堂位於溫州市的周宅祠巷圣保禄堂， 教区內官方應可及地下團體共有188所圣堂

## 教徒
温州地区目前集中了浙江省的大多数的天主教徒，约有15万人，有「中國耶路撒冷」之稱。

## 历任主教
- 戴安德（André-Jean-François Defebvre），遣使会士，宁波教区主教，代理永嘉教区主教（1950 年– 1951年）
- 苏希达：中国籍，永嘉教区代理主教（1951年6月15日－），1955年10月8日被捕，押送到杭州，有期徒刑十年，1958年1月6日，病死狱中。
- 林锡黎（1918年-2009年[3]，1992年被任命為正權主教）
- 朱维方：（2009年-2016年9月）[4]
- 邵祝敏：（2016年9月-現在，2007年11月教廷任命为助理主教，2016年朱主教逝世後自動成為正權主教）[5]